# تالكاهوانو

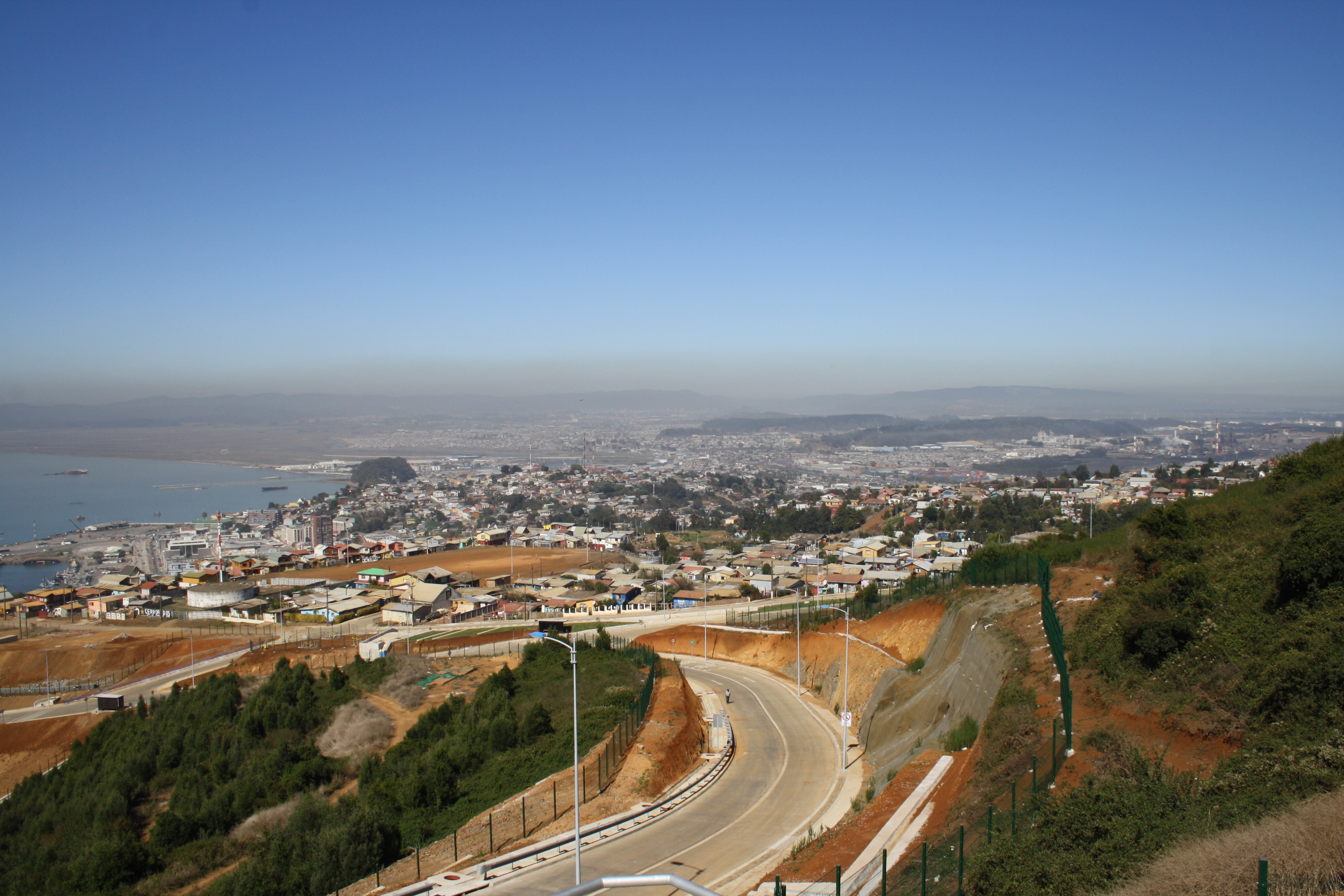

تالكاهوانو (بالإسبانية: Talcahuano)‏ هي مدينة مرفئية وبلدية في إقليم بيو بيو في تشيلي.

## التركيبة السكانية
وفقا لتعداد المعهد الوطني للإحصاء التشيلي لعام 2002 فإن مدينة تالكاهوانو تمتد على مساحة 148.8 كم 2 (56 ميل مربع) ويسكن في المدينة 250,348 (121,778 من الرجال و 128,570 من النساء). يعيش 248,964 (99.4 ٪) في المناطق الحضرية و1،384 (0.6 ٪) في المناطق الريفية.

## معرض صور

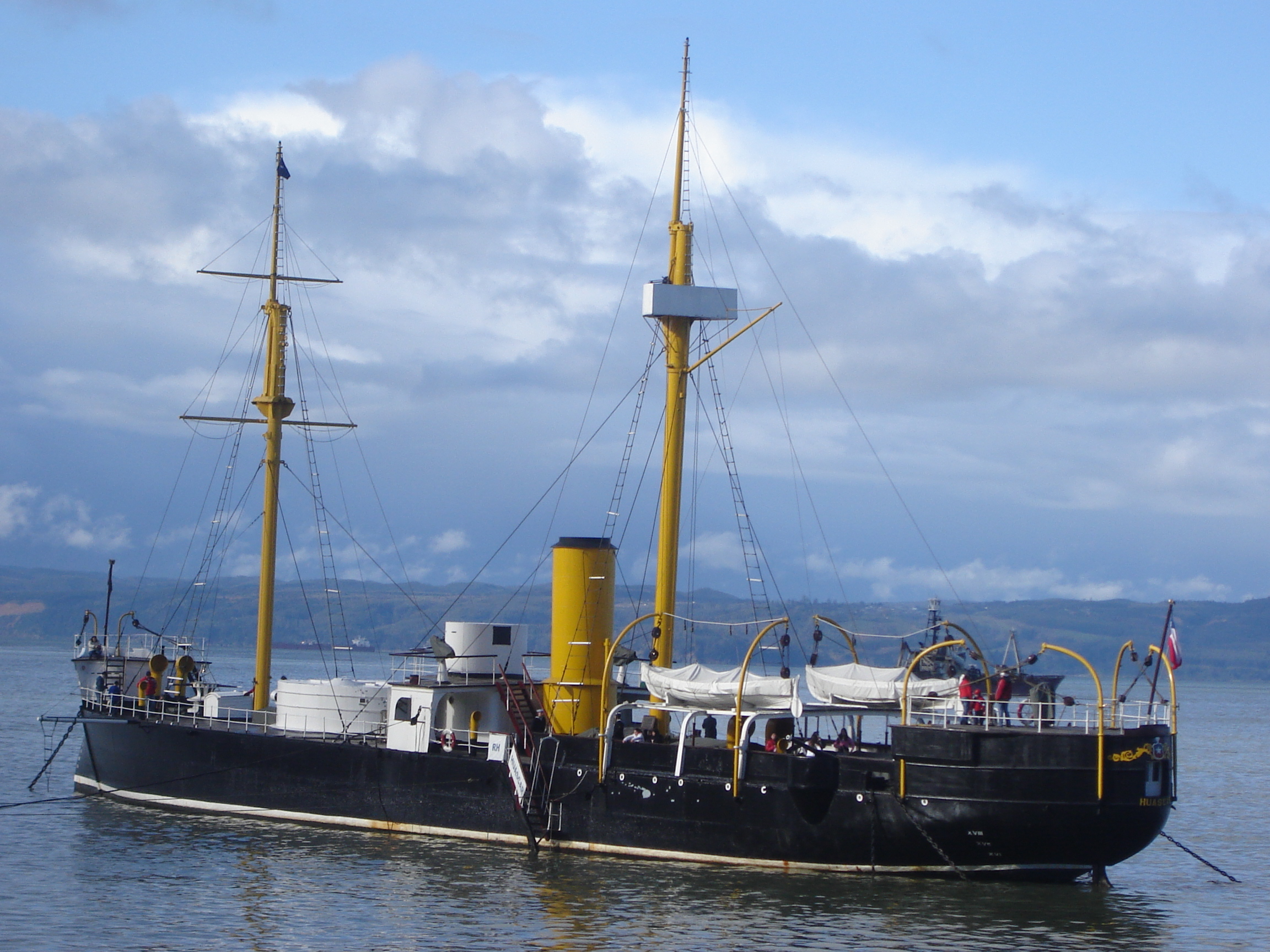
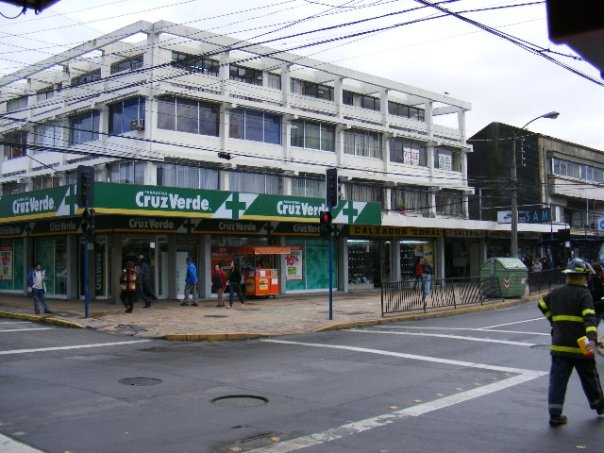
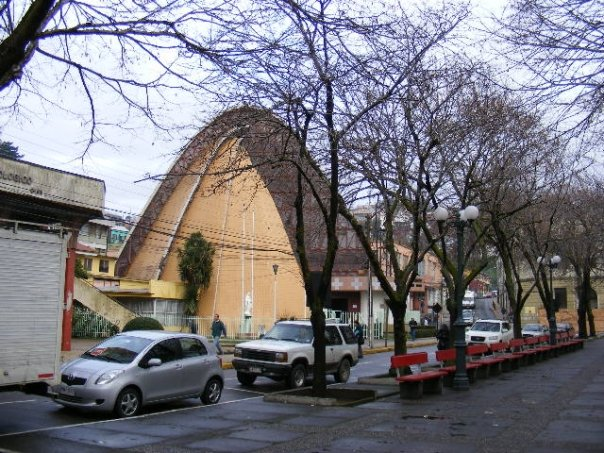
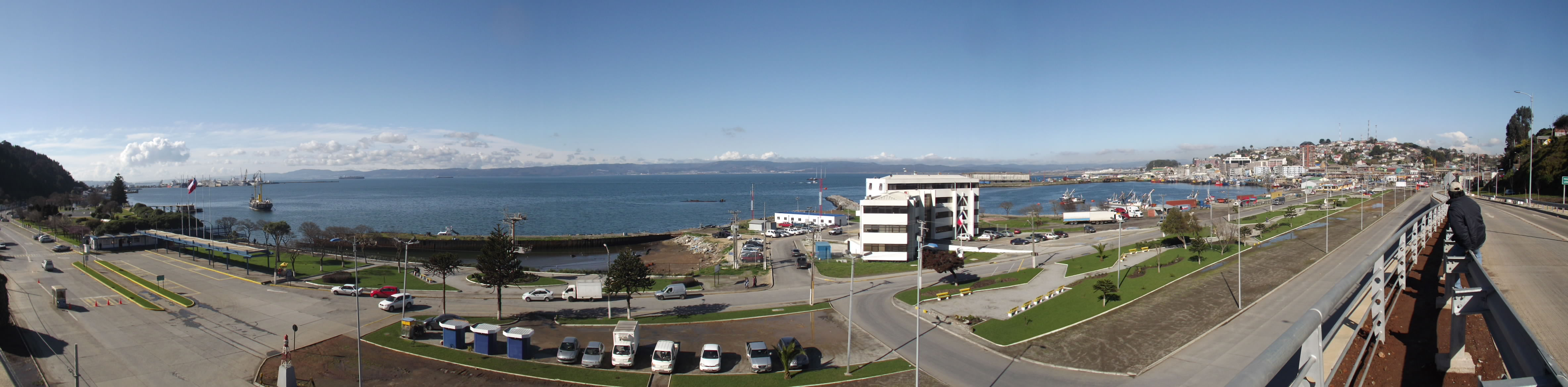
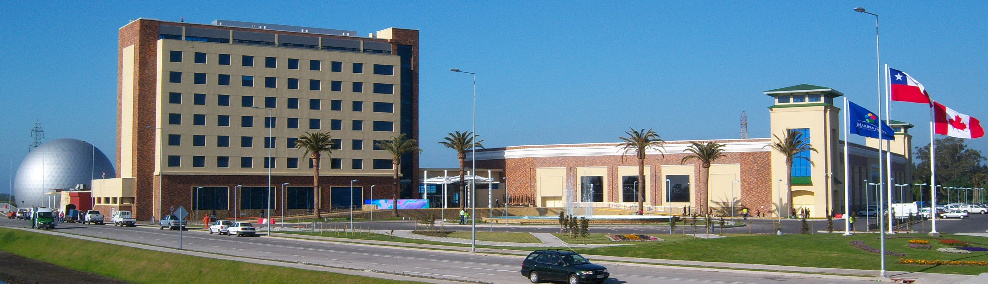

## توأمة
لتالكاهوانو اتفاقيات توأمة مع:
- باهيا بلانكا

## أعلام
- إسماعيل هويرتا
- جيمي مارتينيز
- دافيد للانوس
- كارلوس براتس
- ميغيل إنريكيز

## وصلات خارجية
- http://www.talcahuano.cl
- نظرة من الأقمار الصناعية على تالكاهوانو (غوغل مابس)